# Dave Brenner
Pour les articles homonymes, voir Brenner.
Dave Brenner est le guitariste soliste du groupe rock canadien Theory of a Deadman depuis 2001.